# فسخود 1
ڤسخود 1 كانت رحلة الفضاء السوفيتية السابعة المأهولة. قادها رواد الفضاء فلاديمير كوماروف، وكونستانتين فيوكتيستوف، وبوريس يجوروف، وانطلقت في 12 أكتوبر 1964، وعادت في 13 منه. كانت فسخود 1 أول رحلة فضائية بشرية تحمل أكثر من فرد واحد إلى المدار، وأول رحلة بدون بدلات فضاء، وأول رحلة تحمل مهندسًا أو طبيبًا إلى الفضاء الخارجي. كما سجلت رقمًا قياسيًا في ارتفاع المركبة الفضائية المأهولة بلغ 336 كـم (209 ميل).
استُبعدت بدلات الفضاء الثلاث لرواد فضاء فسخود 1؛ إذ لم تكن هناك مساحة كافية أو سعة حمولة كافية لحملها. صُممت فسخود الأصلية لحمل رائدي فضاء، لكن السياسيين السوفييت دفعوا برنامج الفضاء السوفيتي إلى حشر ثلاثة رواد فضاء في فسخود 1. أما الرحلة الفضائية الأخرى الوحيدة في برنامج فسخود القصير، فسخود 2 ، فقد حملت رائدي فضاء يرتديان البدلات - بالضرورة، لأنها كانت الرحلة التي قام فيها أليكسي ليونوف بأول سير فضائي في التاريخ.
وكجزء من حمولتها، حملت المركبة فسخود 1 شريطًا من راية كومونة باريس عام 1871 إلى المدار.

## الخلفية

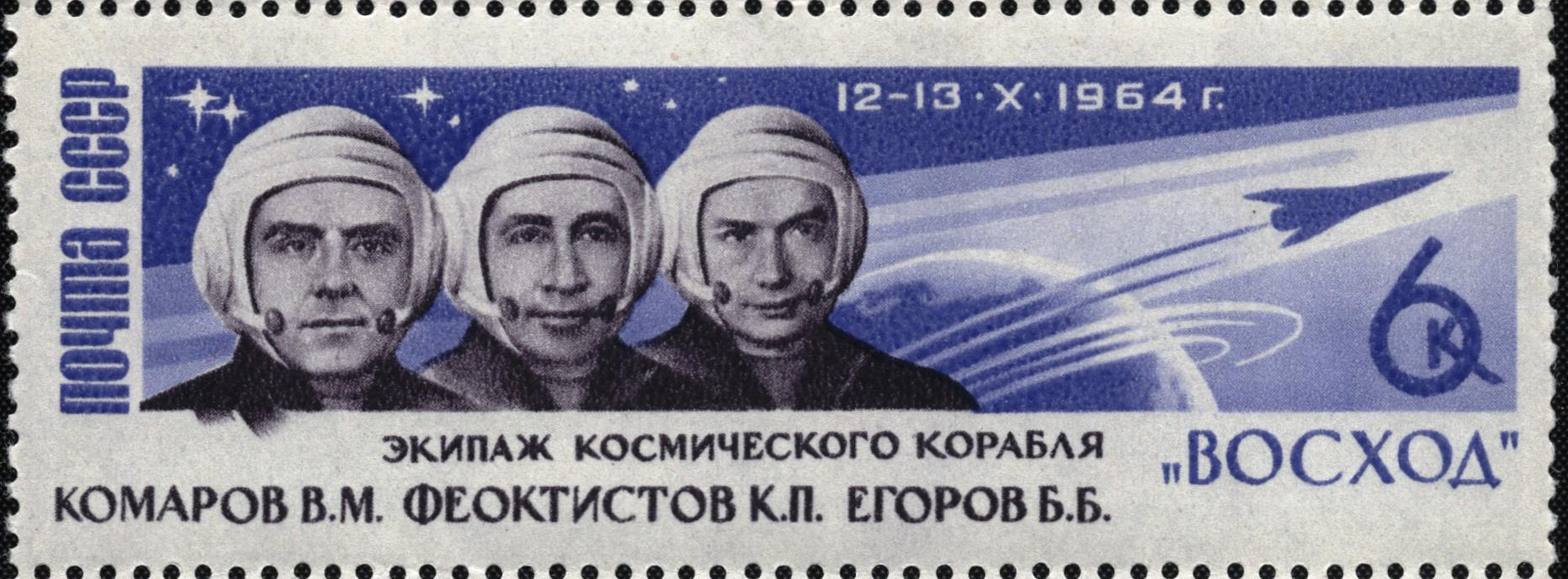
طابع بريدي تذكاري لمهمة فسخود 1

رُفض انضمام الطاقم الرئيسي الأصلي لرواد الفضاء لرحلة فسخود 1، والمكون من بوريس فولينوف وجورجي كاتيس وبوريس يجوروف، قبل ثلاثة أيام فقط من الموعد المقرر لإطلاق الكبسولة الفضائية. وورد أن كاتيس أُقيل بعد أن كشفت مفوضية أمن الدولة السوفيتية أن والده قُتل بالرصاص خلال التطهير الأعظم عام 1937، ويبدو أن فولينوف كان ضحية تمييز بسبب أصوله اليهودية، مع أنه سافر لاحقًا على متن رحلتي سيوز 5 وسايوز 21.
لعبت السياسة دورًا في اختيار الطاقم. دعمت كل فصائل مختلفة ممثليها في الرحلة. أراد سيرجي كوروليف أن يصبح مهندسوه رواد فضاء، معتقدًا أن مصممي المركبات الفضائية يجب أن يطيروا في مركباتهم الخاصة. وافقت القوات الجوية السوفيتية على طاقم يتكون من طيار عسكري ومهندس أو عالم وطبيب، لكنها دعت إلى طاقم عسكري بالكامل. اختير كونستانتين فيوكتيستوف، الذي كان مهندس تصميم لبرامج فستوك وفسخود وسايوز، لهذه الرحلة، ليصبح مصمم الفضاء الخارجي السوفيتي الوحيد الذي قام برحلة فضائية. استخدم بجوروف، وهو طبيب، نفوذه السياسي ليُختار للطاقم من خلال علاقات والده بالمكتب السياسي. نظر برنامج الفضاء السوفيتي إلى أطقمه على أنهم ركاب أكثر من كونهم طيارين؛ تلقى رواد الفضاء الجدد ثلاثة إلى أربعة أشهر فقط من التدريب، وربما كان الأقصر في تاريخ الفضاء بخلاف ما تلقاه السياسيان الأمريكيان جيك جارن وبيل نيلسون لرحلات مكوك الفضاء في الثمانينيات. :413–414,416